# ミグロス
ミグロ（独: Migros）とはスイスの小売企業であり、スイスの州すべてとスイスの国境に近い地域に企業展開している。現地においてアルファベットのSは発音されず、ミグロと呼ばれる。スーパーマーケットを中心にデパートやディスカウントストアなどを展開するスイス最大の小売グループである。